# Famous Blue Raincoat
«Famous Blue Raincoat» es una canción del músico canadiense Leonard Cohen, publicada en el álbum de estudio Songs of Love and Hate. Es la sexta canción del álbum y está escrita en la forma de una letra que relata la historia de un triángulo amoroso entre el narrador, una mujer llamada Jane y el destinatario masculino, que es identificado brevemente como «mi hermano, mi asesino».

## Historia
La letra de «Famous Blue Raincoat» contiene referencias a la balada alemana «Lili Marlene», a la Cienciología y a la calle Clinton Street. Cohen vivió en Clinton Street en Brooklyn en la década de 1970.
En el libro The Complete Guide to the Music of Leonard Cohen, publicado en 1999, los autores comentan que la pregunta de Cohen en la canción, «Did you ever go clear?», es una referencia al estado «clear» en la Cienciología, uno de los dos niveles que un practicante puede lograr en el camino a la salvación personal.
En las notas que acompañan al recopilatorio The Best of Leonard Cohen (1975), que incluyó «Famous Blue Raincoat», Cohen mencionó que el famoso impermeable azul al que se refiere en realidad le pertenecía a él y no a otra persona: «Tuve un buen chubasquero entonces, un Burberry que compré en Londres en 1959. Elizabeth pensaba que parecía una araña dentro de él. Probablemente por eso no iba a venir a Grecia conmigo. Colgaba más heroicamente cuando quité el forro, y alcanzó la gloria cuando las mangas deshilachadas fueron reparadas con un poco de cuero. Las cosas estaban claras. Sabía cómo vestirme en esos días. Fue robado en el desván de Marianne en Nueva York en algún momento durante comienzos de los 70. No solía llevarlo mucho al final».

## Versiones
«Famous Blue Raincoat» ha sido versionada por numerosos artistas, incluyendo: 
- AaRON en Artificial Animals Riding On Neverland (2007).
- Tori Amos en Tower of Song (1995).
- Joan Báez en Diamonds & Rust in the Bullring (1989).
- Perla Batalla en Bird On The Wire: The Songs Of Leonard Cohen.
- Justin Vivian Bond en Silver Wells (2012).
- Kari Bremnes en Hadde månen en søster: Cohen på norsk (1993), con el título "Gikk du noen gang fri?".
- Lloyd Cole en el recopilatorio Rare on Air, Vol. 2 (1995).
- Judy Collins en el álbum en directo Living (1971) y en el álbum tributo Judy Collins Sings Leonard Cohen: Democracy (2004).
- Jonathan Coulton en Thing a Week Three (2006).
- Allison Crowe en Heavy Graces (2013).
- FourPlay Electric String Quartet en Fourthcoming (2009).
- The Handsome Family en Leonard Cohen: I'm Your Man (OST), (2006).
- Steve Hogarth en directo.
- Swan Lee en el álbum tributo På danske læber con el título Din gamle blå frakke.
- The Like (en directo en Indie 103.1 FM).
- Jared Louche en Covergirl.
- Reinhard Mey en Poem (2014) en alemán.
- Marissa Nadler en Songs III: Bird on the Water (2007).
- Nina Persson en "DN Sommarkonsert 2011".
- Dax Riggs.
- Christina Rosenvinge en Acordes Con Leonard Cohen/According To Leonard Cohen (2007) en español.
- Damien Saez en el álbum en directo God Blesse (2002).
- Richard Shindell en el álbum en directo Live at The Chandler Music Hall Randolph, Vermont:   Archive Series #1 (2008).
- Sixpence None the Richer y Leigh Nash en varios conciertos desde 2010.
- Solveig Slettahjell en Antologie (2011).
- Beth Sorrentino en Nine Songs, One Story (2006).
- Ornella Vanoni en Ricetta di Donna (1980).
- Vassilikos en Vintage (2009).
- Jennifer Warnes en el álbum tributo Famous Blue Raincoat (1987).
- Maciej Zembaty.